# Vlag van Wilnis
De vlag van Wilnis is op 26 november 1962 bij raadsbesluit vastgesteld als gemeentevlag van de Utrechtse gemeente Wilnis. De vlag kan als volgt worden beschreven:
Zeven banen van wit en groen, waarvan de hoogten zich verhouden als 7:4:7:4:7:4:7.
De kleuren zijn ontleend aan het gemeentewapen. De herkomst en betekenis van de banen is onbekend.
Op 1 januari 1989 is Wilnis opgegaan in de gemeente De Ronde Venen. De vlag is daardoor als gemeentevlag komen te vervallen.

## Verwante afbeelding

Het wapen van Wilnis

Amerongen 
· Benschop 
· Breukelen 
· Doorn 
· Driebergen-Rijsenburg 
· Harmelen 
· Jutphaas 
· Kamerik 
· Kockengen 
· Leersum 
· Linschoten 
· Loenen 
· Loosdrecht 
· Maarn 
· Maarssen 
· Maartensdijk 
· Mijdrecht 
· Polsbroek 
· Snelrewaard 
· Stoutenburg 
· Vianen 
· Vinkeveen en Waverveen 
· Vleuten-De Meern 
· Vreeswijk 
· Wilnis 
· Zegveld 
· Zuilen